# Mugulasha
Mugulasha (Mugulash, Mougulasha, Muglahsa, Muglasha, Muguasha) /Imongolosha, = "People of the other side," / pleme američkih Indijanaca, srodno Choctawima, nekad nastanjeno u istom 'gradu' s Bayogoulama na donjem toku rijeke Mississippi u Louisiani. Prema nekim autorima mogli bi biti identični Quinipissama, dok su po drugima asimilirali ostatke Quinipisse. Iberville 1699. kaže da Bayogoula i Mugulasha imaju ukupno 250 ratnika, ukupno 1,250 duša, no uskoro nakon toga, u svibnju 1700. su Bayogoule pripadnike ovog plemena gotovo istrijebili zbog nekih zadjevica među njihovim poglavicama.
Naziv Mugulasha nalik je choctaw izrazu Imuklasha  'opposite people' , kojim oni nazivaju pripadnike suprotnih bratstava ili fratrija, pa se taj naziv pojavio i kao plemensko ime nekih grupa, kao što su Muklasa i Mugulasha.

## Vanjske poveznice
- Mugulasha  Arhivirana inačica izvorne stranice od 10. listopada 2007. (Wayback Machine)